# Angonyx emus
Angonyx emus är en fjärilsart som beskrevs av Jean Baptiste Boisduval 1875. Angonyx emus ingår i släktet Angonyx och familjen svärmare. Inga underarter finns listade i Catalogue of Life.